# Dynatosoma placidum
Dynatosoma placidum är en tvåvingeart som beskrevs av Oskar Augustus Johannsen 1912. Dynatosoma placidum ingår i släktet Dynatosoma och familjen svampmyggor. Inga underarter finns listade i Catalogue of Life.